# Calle 155 (línea de la Octava Avenida)
La Calle 155 es una estación en la Línea de la Octava Avenida del metro de Nueva York. Localizada en la calle 155 y la Avenida Saint Nicholas en Harlem barrio de Manhattan, funciona con los trenes C todo el tiempo excepto a altas horas de la noche, cuando es reemplazado por los trenes A.
Esta estación local tiene dos plataformas y dos vías; la vía expresa de la línea de la Octava Avenida y corre por debajo en un nivel más bajo. Una salida de emergencia del nivel más bajo colinda con las plataformas. La parte Norte (termina en la calle 155) tiene dos cámaras y techos altos.

## Conexiones de buses
- Bx6